# Kriegsverbrechen im Ersten Weltkrieg

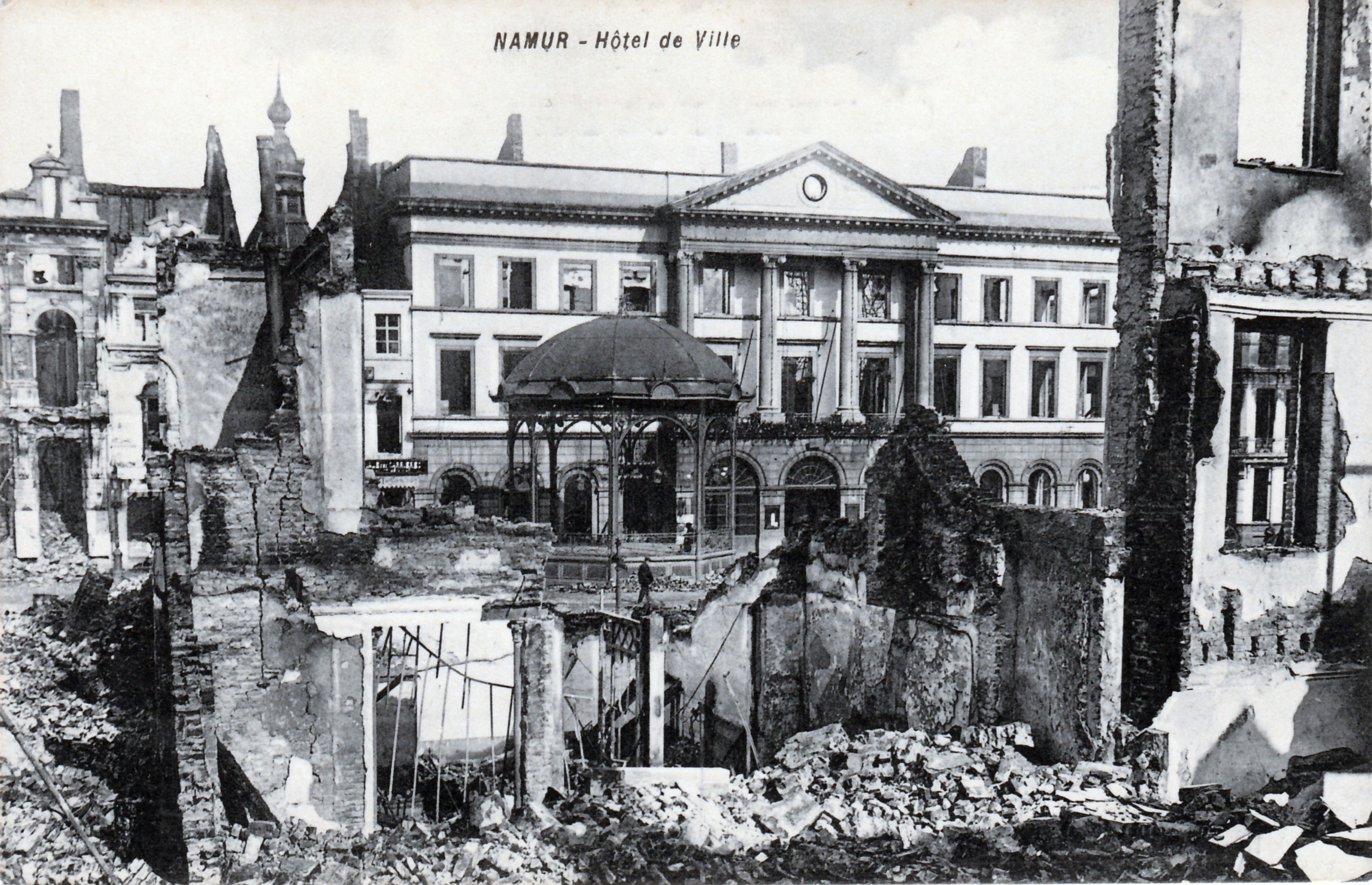
Das 1914 zerstörte Rathaus von Namur

Kriegsverbrechen im Ersten Weltkrieg bezeichnen Verstöße gegen das zur Zeit des Ersten Weltkriegs geltende humanitäre Völkerrecht. Dazu gehören Massaker, Folter, sexualisierte Gewalt, Deportationen, Todesmärsche, der Einsatz von chemischen Waffen und der Angriff auf medizinische Einrichtungen.

## Begriff der Kriegsverbrechen im Ersten Weltkrieg und ihre Ahndung

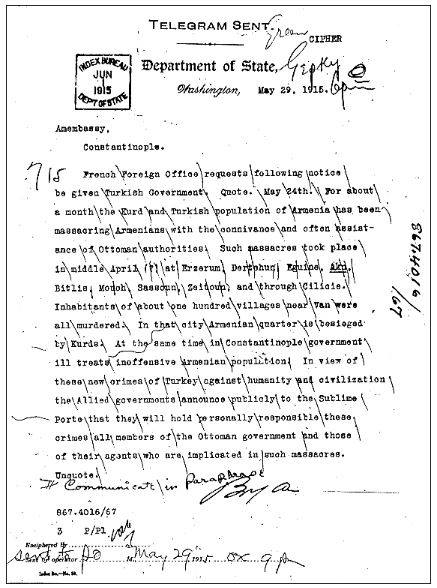
Erklärung der Triple Entente zu crimes against humanity and civilization der türkischen Regierung

Seit der zweiten Hälfte des 19. Jahrhunderts hatte man versucht, ein schriftlich fixiertes und allgemein anerkanntes Kriegsrecht zu schaffen. Erste Erfolge zeigten sich in den Jahren um die Jahrhundertwende mit dem zweiten Haager Abkommen von 1899. Das allgemein anerkannte Kriegsrecht zur Zeit des Ersten Weltkriegs bildeten die Genfer Konvention von 1906 und die Haager Landkriegsordnung von 1907.
Am 24. Mai 1915 hatte die Triple Entente – Russland, Frankreich und das Vereinigte Königreich – auf Initiative Russlands eine Erklärung herausgegeben, in der sie die Osmanen für die Begehung von crimes against humanity and civilization verurteilten und drohten, die türkische Regierung für Massaker an der armenischen Bevölkerung zur Rechenschaft zu ziehen. Obwohl bereits zuvor der Ausdruck „Verbrechen gegen die Menschheit“ bekannt war, war es das erste Mal, dass der Ausdruck im Kontext der internationalen Diplomatie verwendet wurde. Ein osmanisches Kriegsgericht in Istanbul verurteilte Großwesir Talât Pascha am 5. Juli 1919 in Abwesenheit zum Tode, unter anderem wegen seiner herausragenden Rolle bei den armenischen Massakern 1915/16.
Die Bezeichnung Kriegsverbrechen etablierte sich erst nach dem Zweiten Weltkrieg im Zusammenhang mit dem deutschen Vernichtungskrieg im Osten. Bis dahin war in der historischen Forschung die Bezeichnung Kriegsgräuel gebräuchlich.

## Deutsche Kriegsverbrechen

### Bombardierung der englischen Küstenstädte
Am 16. Dezember 1914 griff die Kaiserliche Marine die britischen Hafenstädte Scarborough, Hartlepool, West Hartlepool und Whitby an. Der Angriff forderte 137 Todesopfer und 592 Verletzte. Der Angriff verstieß gegen den neunten Abschnitt der Haager Konvention von 1907, der die Bombardierung unverteidigter Städte ohne Vorwarnung durch die Marine verbietet, weil nur Hartlepool durch Küstenbatterien geschützt war. Deutschland war Unterzeichner des Haager Abkommens von 1907.

### Willkürliche Angriffe in den von Deutschland besetzten Gebieten
Als Reaktion auf Aktionen von russischen Gefangenen (von denen viele versuchten, deutsche Pläne zu sabotieren und deutsche Soldaten zu töten), griff Deutschland zu harten Befriedungsmaßnahmen und Terroraktionen, einschließlich brutaler Repressalien gegen die Zivilbevölkerung. Schon bald wurden ähnliche Praktiken in allen östlichen und westlichen Gebieten der deutschen Besatzungszone eingeführt.

#### Zerstörung von Kalisz, Polen
Die Stadt Kalisz in Russisch-Polen wurde in der Anfangsphase des Ersten Weltkriegs im August 1914 von deutschen Truppen zuerst besetzt, dann aus heute nicht mehr aufzuklärenden Gründen angegriffen und teilweise zerstört. Etwa 100 Einwohner der Stadt wurden von den Deutschen erschossen.

#### Kriegsverbrechen in Belgien und Frankreich

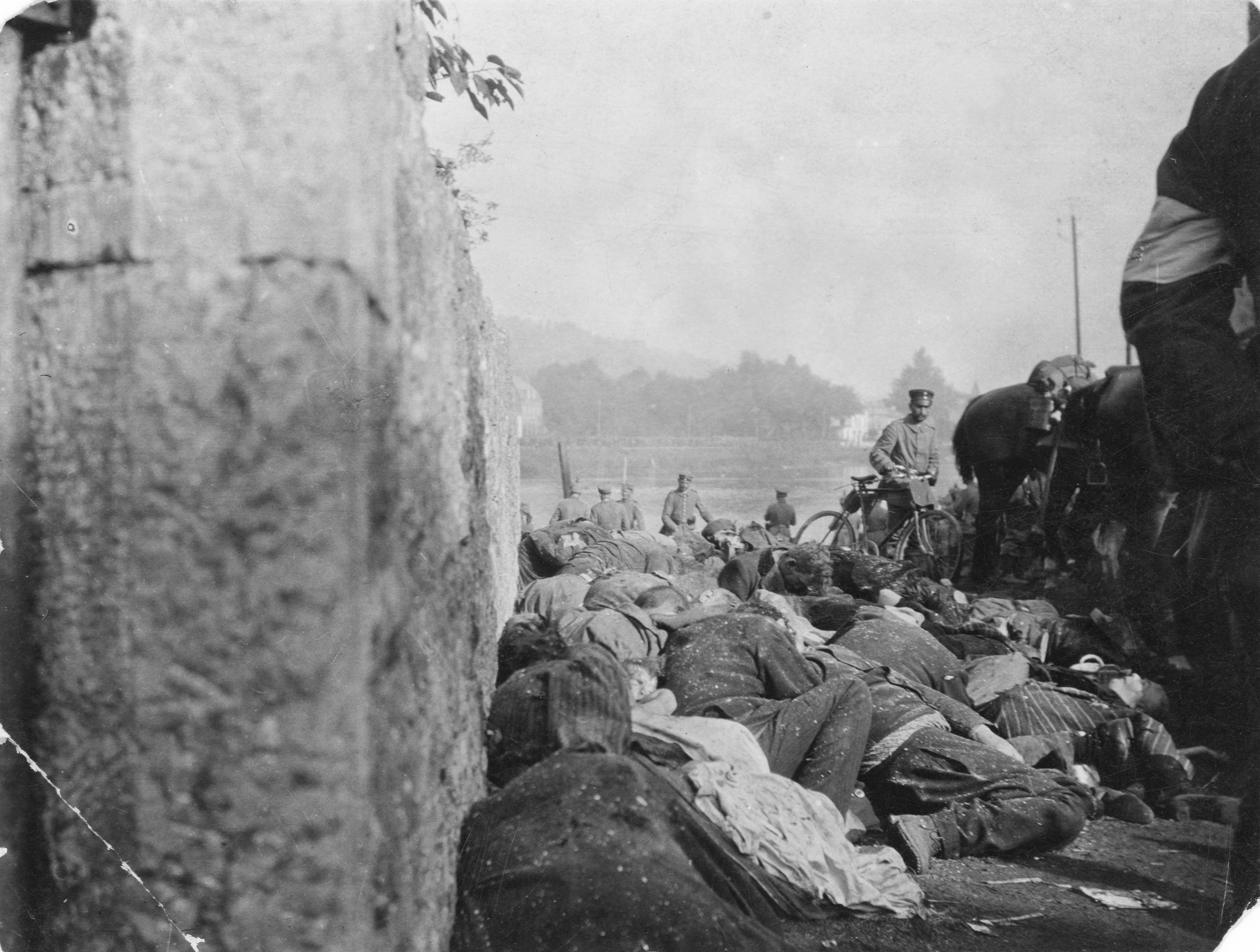
Opfer von Massenerschießungen beim Massaker von Dinant

Die Kaiserliche Deutsche Armee missachtete viele der allgemein anerkannten europäischen Kriegskonventionen, als zwischen August und Oktober 1914 etwa 6.500 Franzosen und Belgier ermordet wurden. Am 4. August begingen deutsche Soldaten in den belgischen Dörfern Visé, Berneau und Battice bei Lüttich erste gewaltsame Übergriffe auf die Zivilbevölkerung. In den kommenden Wochen verübten deutsche Truppen zahlreiche Gräueltaten an der Zivilbevölkerung in Belgien und Frankreich, die mit Angriffen von Francs-tireurs begründet wurden. Die ersten Massenerschießungen von belgischen Zivilisten erfolgten am 5. August, besonders schwere Kriegsverbrechen verübten deutsche Truppen in Dinant, Tamines, Andenne und Aarschot. Den Repressalien fielen zwischen August und Oktober 1914 rund 6500 Zivilisten zum Opfer, weltweit besonders beachtet und verurteilt wurden die Brandschatzungen in Löwen. Die Rezeption von tatsächlichen und erfundenen Übergriffen ging in den noch heute gängigen englischen Propagandabegriff Rape of Belgium (wörtlich übersetzt: Schändung von Belgien) ein.
Die deutschen Truppen waren erbarmungslos, trotz der internationalen Bemühungen, die auf die Einhaltung der Haager Konventionen von 1899 und 1907 drangen. Diese enthielten Anordnungen, die „sowohl die Führung eines irregulären Krieges als auch die Maßnahmen, die einer Besatzungsmacht zu dessen Bekämpfung zustehen sollten“, kodifizierten und einschränkten. Oftmals kam es zu fast willkürlichen, groß angelegten Erschießungen, die von untergeordneten deutschen Offizieren angeordnet wurden. In einigen Fällen wurden Angriffe auf deutsche Infanteriestellungen und Patrouillen, die möglicherweise tatsächlich auf friendly fire zurückzuführen waren, den Francs-tireurs (Guerilla) angelastet, die als Banditen und außerhalb der Kriegsregeln stehend angesehen wurden, was rücksichtslose Maßnahmen der deutschen Streitkräfte gegen die Zivilbevölkerung und Dörfer, in denen sie vermutet wurden, zur Folge hatte. Außerdem neigten sie dazu, die meisten Zivilisten als potenzielle francs-tireurs zu verdächtigen, wobei deutsche Soldaten Geiseln aus der Zivilbevölkerung nahmen und manchmal auch töteten.
Die Deutschen behandelten jeden Widerstand in Belgien – wie z. B. die Sabotage von Eisenbahnlinien – als illegal und unmoralisch und erschossen die Täter und brannten zur Vergeltung Gebäude nieder. Die deutsche Armee zerstörte 15.000 bis 20.000 Gebäude – am bekanntesten ist die Universitätsbibliothek in Leuven – und löste eine Flüchtlingswelle aus, die über eine Million Menschen zählte. Mehr als die Hälfte der deutschen Regimenter in Belgien waren in größere Zwischenfälle verwickelt. Mit der Zerstörung der Leuvener Bibliothek verletzte Deutschland seine Verpflichtung als Unterzeichner der Haager Konvention von 1907, dass „bei Belagerungen und Bombardierungen alle notwendigen Maßnahmen getroffen werden müssen, um Gebäude, die der Religion, der Kunst, der Wissenschaft oder wohltätigen Zwecken gewidmet sind, so weit wie möglich zu verschonen“; der Versailler Vertrag, einer der Verträge, die den Krieg beendeten, enthielt eine Klausel zur Stärkung des Schutzes von Kulturgut.
Die britische Propaganda, die die Vognge in Belgien propagandistisch ausschlachteten, erregte in den Vereinigte Staaten große Aufmerksamkeit; während Berlin erklärte, dass die Maßnahmen sowohl rechtmäßig als auch notwendig gewesen sei, da die Bedrohung durch Franc-Tireurs wie in Frankreich 1870 bestand. Die Briten und Franzosen vergröberten die Berichte und verbreiteten sie bei sich und in den Vereinigten Staaten, wo sie eine wichtige Rolle bei der Schwächung von durchaus vorhandenen deutschlandfreundlichen Tendenzen spielten.

### Deutsche Mitschuld am Völkermord an den Armeniern
Der Völkermord an den Armeniern war ein systematischer Genozid  unter Verantwortung der jungtürkischen, vom Komitee für Einheit und Fortschritt gebildeten Regierung des Osmanischen Reichs. Bei Massakern und Todesmärschen, die im Wesentlichen in den Jahren 1915 und 1916 stattfanden, kamen je nach Schätzung zwischen 300.000 und mehr als 1,5 Millionen Menschen zu Tode (s. u.). Dies war der deutschen Reichsregierung bekannt.

### Unbeschränkter U-Boot Krieg
Die uneingeschränkte U-Boot-Kriegsführung wurde 1915 als Reaktion auf die Britische Seeblockade gegen Deutschland eingeführt. Deutschland wollte auch Großbritannien aushungern, aber das im Haager Übereinkommen von 1907 kodifizierte Prisenrecht – wie z. B. die Vorschrift, dass man der Besatzung Zeit geben mussten, in die Rettungsboote zu steigen – wurde nicht beachtet. Handelsschiffe wurden unabhängig von Nationalität, Ladung oder Zielort versenkt. Nach dem Untergang der RMS Lusitania am 7. Mai 1915 und dem anschließenden öffentlichen Aufschrei in verschiedenen neutralen Ländern, darunter auch den Vereinigten Staaten, wurde diese Praxis eingestellt. Am 1. Februar 1917 nahm Deutschland diese Praxis jedoch wieder auf und erklärte, dass alle Handelsschiffe, unabhängig von ihrer Nationalität, ohne Vorwarnung versenkt würden. Dies empörte die amerikanische Öffentlichkeit und veranlasste die USA, zwei Tage später die diplomatischen Beziehungen zu Deutschland abzubrechen. Zusammen mit dem Zimmermann-Telegramm führte dies zwei Monate später zum Eintritt der USA in den Ersten Weltkrieg auf der Seite der Alliierten Mächte. Rund 15.000 britische Zivilmatrosen kamen bei der U-Boot-Kampagne ums Leben, eine kleinere Zahl aus anderen Staaten.
Während der deutsche Versuch einer Blockade in Bezug auf das Leid der Zivilbevölkerung wenig erfolgreich war, wurde das deutsche Vorgehen während des Krieges und vor dem Zweiten Weltkrieg weithin als ein größeres Kriegsverbrechen angesehen, und gilt bis heute als illegal eingeschätzt.

### Versenkung von Lazarettschiffen

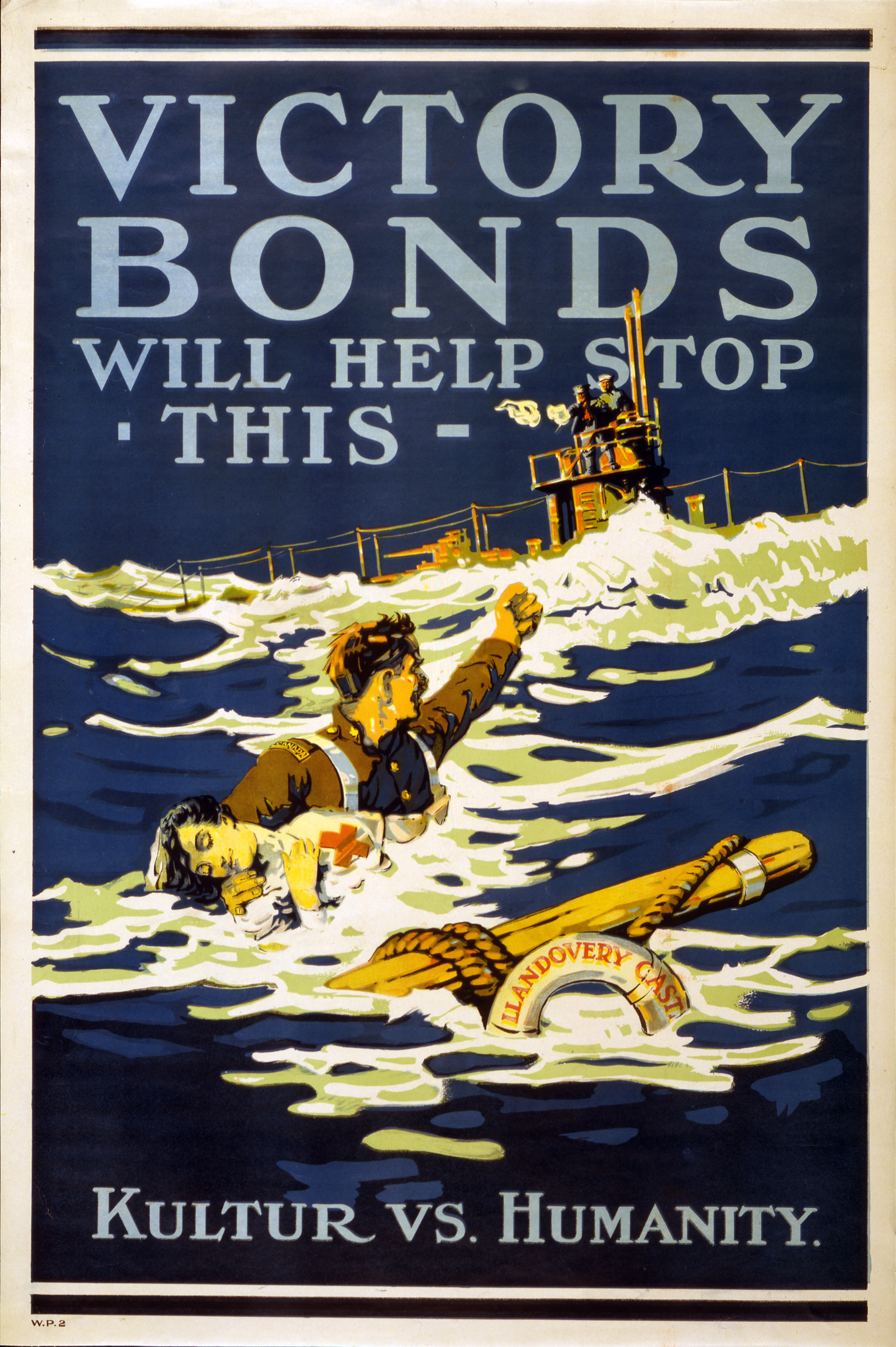
Propagandaplakat mit Anspielung auf den Untergang des kanadischen Rotkreuz-Transportschiffs Llandovery Castle.

Während des Krieges wurden überwiegend alliierte Lazarettschiffe versenkt. Das Oberkommando des kaiserlichen Deutschlands betrachtete die alliierten Lazarettschiffe als Verstoß gegen die Haager Konvention und wies seine U-Boot-Kräfte an, sie im Rahmen ihrer U-Boot-Kriegsführung gegen die alliierte Schifffahrt ins Visier zu nehmen. Trotz der Inspektionen durch neutrale Länder behauptete das deutsche Oberkommando, dass die Lazarettschiffe gegen Artikel 4 verstießen, indem sie kampffähige Soldaten zum Schlachtfeld transportierten.  Das größte im Ersten Weltkrieg durch Minen oder Torpedos versenkte Lazarettschiff war die Britannic, das Schwesterschiff der Titanic. Der größte Verlust an Menschenleben durch den Untergang eines Lazarettschiffs war der Untergang der Llandovery Castle (s. u.).
Insgesamt wurden 14 britische, 2 kanadische, 2 russische, 1 australisches (Alliierte), 1 deutsches (die Tabora), 2 österreich-ungarische (Mittelmächte) und ein neutrales Lazarettschiff (die niederländische HS Koningin Regentes) versenkt.

#### Torpedierung von HMHS „Llandovery Castle“
Das kanadische Lazarettschiff Llandovery Castle wurde am 27. Juni 1918 vom deutschen U-Boot SM U-86 völkerrechtswidrig torpediert. Nur 24 der 258 medizinischen Mitarbeiter, Patienten und Besatzungsmitglieder überlebten. Überlebende berichteten, dass das U-Boot aufgetaucht sei, die Rettungsboote verfolgt habe und die Überlebenden im Wasser mit Maschinengewehren beschossen habe. Der U-Boot-Kapitän Helmut Brümmer-Patzig wurde nach dem Krieg wegen Kriegsverbrechen in Deutschland angeklagt, entging jedoch der Strafverfolgung, indem er sich in die Freie Stadt Danzig begab, die außerhalb der Zuständigkeit deutscher Gerichte lag.

## Österreichisch-ungarische Kriegsverbrechen

### Österreichisch-ungarischer Einmarsch und Besetzung Serbiens

#### Kollektive Bestrafungen und Massaker an Serben durch Österreich-Ungarn
Während des ersten Einmarsches in Serbien im Jahr 1914 besetzten österreichisch-ungarische Streitkräfte 13 Tage lang Teile des Landes. Ihr Kriegsziel war nicht nur die Ausschaltung des Königreichs Serbien als Bedrohung, sondern auch die Kollektivstrafe für das Schüren des südslawischen Irredentismus im Reich. Die Besetzung entwickelte sich zu einem Vernichtungskrieg, begleitet von Massakern an der Zivilbevölkerung und Geiselnahmen. Austro-ungarische Truppen verübten eine Reihe von Kriegsverbrechen an den Serben, vor allem im Gebiet des Mačva, wo laut dem Historiker Geoffrey Wawro die österreichisch-ungarische Armee die Zivilbevölkerung einer Welle von Gräueltaten unterzog. Während dieser kurzen Besetzung wurden zwischen 3.500 und 4.000 serbische Zivilisten durch Hinrichtungen und willkürliche Gewaltakte marodierender Truppen getötet.

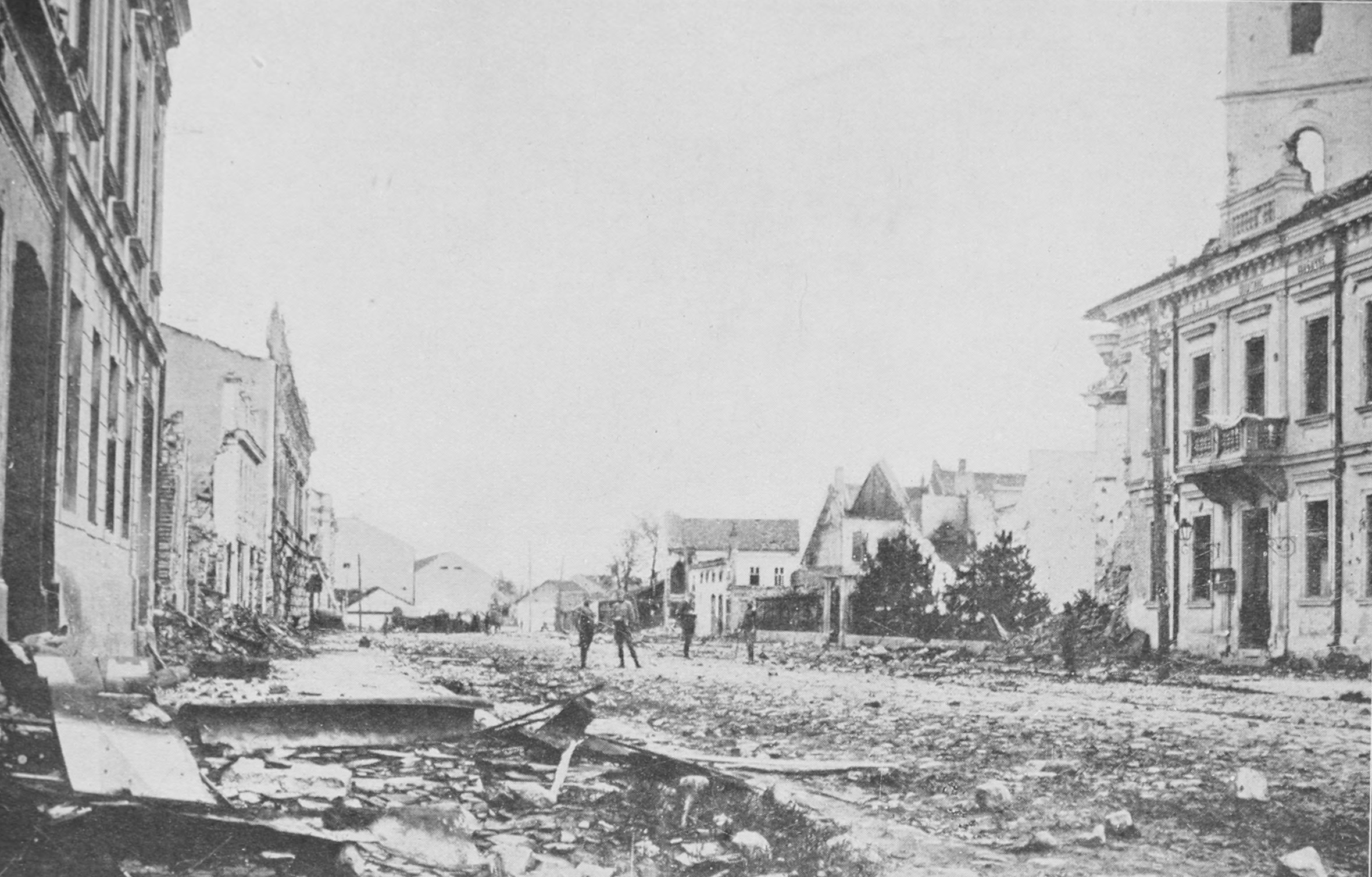
Šabac war das erste Ziel der Österreichisch-ungarische Strafexpedition und Schauplatz zahlreicher Gräueltaten gegen die örtliche Bevölkerung (Foto August 1914)

In zahlreichen Städten Nordserbiens kam es zu Massentötungen. Am 17. August 1914 wurden in Šabac 120 Einwohner – vor allem Frauen, Kinder und alte Männer – von österreichisch-ungarischen Truppen auf Befehl von Feldmarschall-Leutnant Kasimir von Lütgendorf erschossen und auf einem Friedhof verscharrt. Die übrigen Bewohner wurden zu Tode geprügelt, erhängt, erstochen, verstümmelt oder bei lebendigem Leib verbrannt. Später wurde im Dorf Lešnica (Serbien) eine Grube mit 109 toten Bauern entdeckt, die „mit einem Seil zusammengebunden und mit Draht umwickelt“ waren; sie waren erschossen und sofort begraben worden, auch wenn einige noch lebten. Die Behauptung eines örtlichen Spions, dass sich in einem bestimmten Haus „Verräter“ versteckten, reichte aus, um die gesamte Familie zum Tod durch den Strang zu verurteilen. Priester wurden mit gehängt, weil sie angeblich den Geist des Verrats im Volk verbreitet hätten. Die Opfer wurden in der Regel auf den großen Plätzen der Dörfer und Städte vor den Augen der Bevölkerung gehängt. Die leblosen Körper ließ man zur Einschüchterung mehrere Tage an der Schlinge hängen.
Die österreichische Propagandamaschinerie verbreitete mit der Parole Serbien muss sterbien antiserbische Stimmung. Während des Krieges befahlen österreichisch-ungarische Offiziere in Serbien den Truppen, „alles, was serbisch ist, auszurotten und zu verbrennen“, und Erhängungen und Massenerschießungen waren an der Tagesordnung. Der österreichische Historiker Anton Holzer schrieb, dass die österreichisch-ungarische Armee „zahllose und systematische Massaker […] an der serbischen Bevölkerung“ verübte. Die Soldaten drangen in Dörfer ein und trieben unbewaffnete Männer, Frauen und Kinder zusammen. Sie wurden entweder erschossen, mit dem Bajonett aufgespießt oder erhängt, in Scheunen eingesperrt und lebendig verbrannt, Frauen in Massen vergewaltigt. Die Bewohner ganzer Dörfer wurden als Geiseln genommen, gedemütigt und gefoltert. Mehrere Quellen geben an, dass 30.000 Serben, meist Zivilisten, bis Ende 1914 von österreichisch-ungarischen Truppen hingerichtet wurden.

#### Zwangsumsiedlung und Aushungerung der Serben

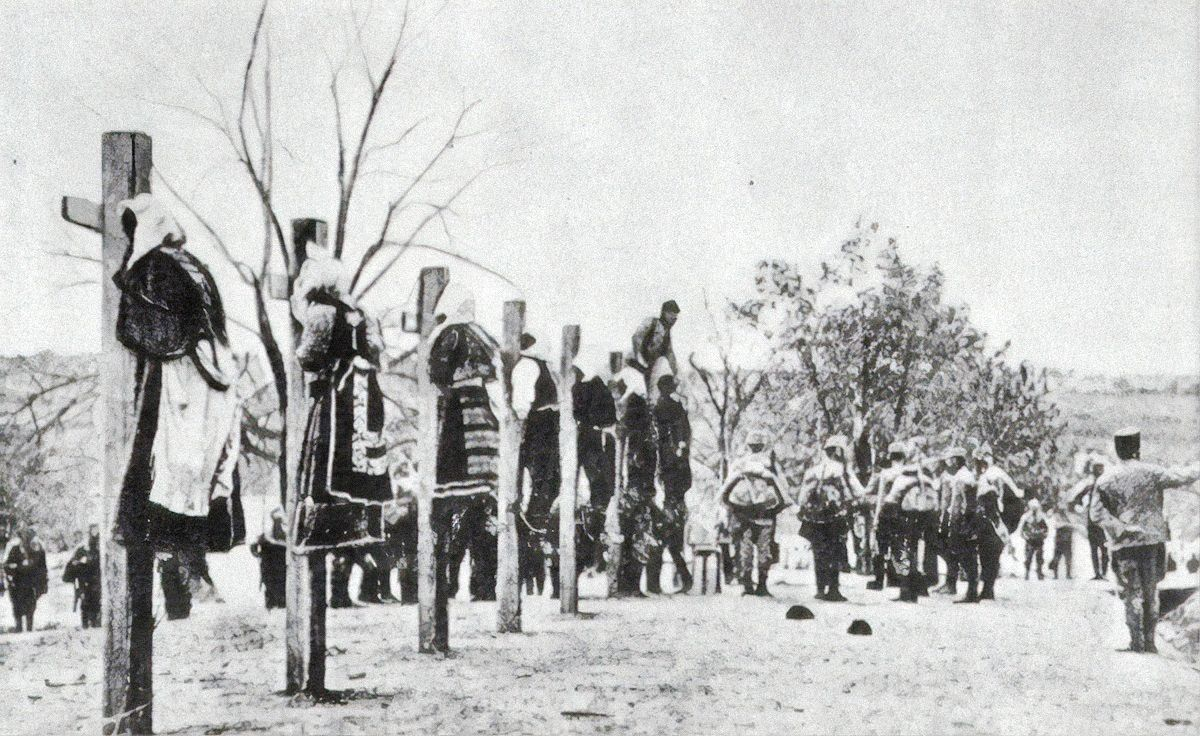
Österreichisch-ungarische Soldaten exekutieren Männer und Frauen in Serbien, 1916

Nach der vollständigen Besetzung Anfang 1916 erklärten sowohl Österreich-Ungarn als auch das Königreich Bulgarien, dass Serbien als politische Einheit nicht mehr existiere und sich seine Bewohner daher nicht auf das internationale Kriegsrecht berufen könnten, das die Behandlung von Zivilisten im Sinne der Genfer Konventionen und der Haager Konvention vorschreibt.
Das Militärgeneralgouvernement Serbien (MGG/S) sowie das Hochkommando in Wien erwogen, zivile Gefangene in Internierungslager zu schicken. Während der Besatzung wurden zwischen 150.000 und 200.000 Männer, Frauen und Kinder in verschiedene Lager in Österreich-Ungarn deportiert; man schätzt, dass sie etwas mehr als 10 Prozent der serbischen Bevölkerung ausmachten. Da Serbien kein eigenes Rotes Kreuz besaß, hatten serbische Gefangene keinen Zugang zu der Hilfe, die das Rote Kreuz anderen alliierten Kriegsgefangenen zukommen ließ. Darüber hinaus wurden serbische Gefangene vom österreichisch-ungarischen Kriegsministerium nicht als „feindliche Ausländer“, sondern als „innere Feinde“ betrachtet. Durch die Einstufung als „Terroristen“ oder „Aufständische“ waren die österreichisch-ungarischen Behörden nicht verpflichtet, den Gesellschaften des Roten Kreuzes mitzuteilen, wie viele Gefangene sie hatten und in welchen Lagern sie sich befanden.
Auch die Serben litten unter einer Hungersnot; General Franz Conrad von Hötzendorf gab den Befehl, die Ressourcen Serbiens „auszupressen“, ohne Rücksicht auf die Folgen für die Bevölkerung. Plünderungen durch Besatzungssoldaten, kombiniert mit der Lebensmittelpolitik Österreichs und Deutschlands, führten zu einer Hungersnot, die im Winter 1916 den Tod von 8.000 Serben zur Folge hatte. Laut einem Bericht des Roten Kreuzes vom 1. Februar 1918 befanden sich Ende 1917 206.500 Kriegsgefangene und Internierte aus Serbien in österreichisch-ungarischen und deutschen Lagern. Dem Historiker Alan Kramer zufolge wurden die Serben in österreichisch-ungarischer Gefangenschaft von allen Gefangenen am schlechtesten behandelt, und mindestens 30.000-40.000 waren bis Januar 1918 verhungert.

## Osmanische Kriegsverbrechen

### Völkermord an den Armeniern

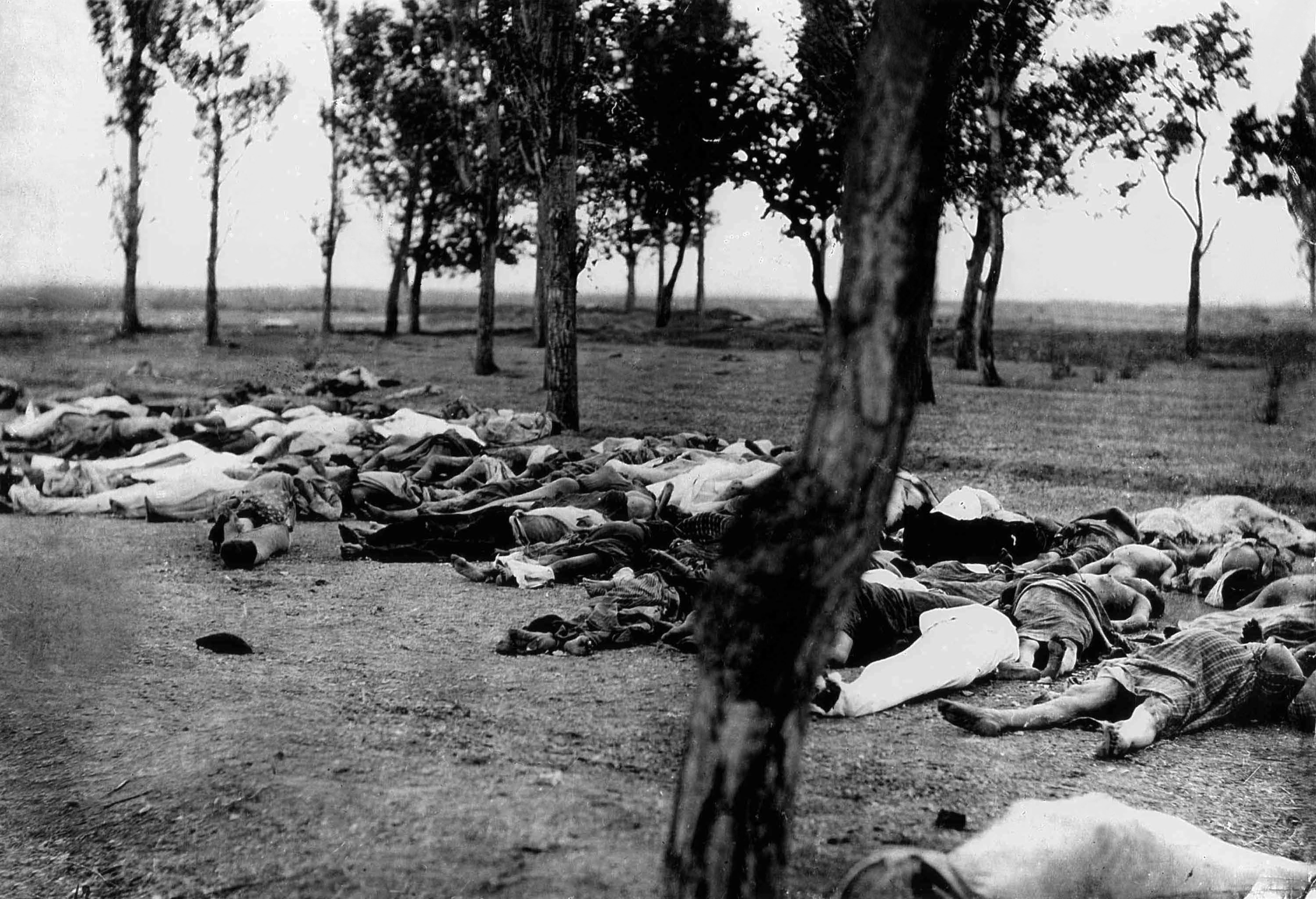
Armenier, die während des Völkermords an den Armeniern getötet wurden. Bild aus Ambassador Morgenthau's Story, geschrieben von Henry Morgenthau senior und veröffentlicht 1918.

In den letzten Jahren der Existenz des Osmanischen Reiches verübte das Komitee für Einheit und Fortschritt (KEF) einen Völkermord an der armenischen Bevölkerung. Die Osmanen verübten während des gesamten Krieges organisierte und systematische Massaker und Deportationen und stellten Widerstandshandlungen der Armenier als Rebellion dar, um ihren Vernichtungsfeldzug zu rechtfertigen. Anfang 1915 meldeten sich einige Armenier freiwillig zu den Russische Streitkräfte, was das Osmanische Parlament zum Anlass nahm, das Tehcir-Gesetz (Deportationsgesetz) zu erlassen, das zwischen 1915 und 1918 die Deportation von Armeniern aus den Ostprovinzen des Reiches nach Syrien erlaubte. Die Armenier wurden mithilfe von Todesmärschen dezimiert, eine große Zahl von ihnen wurde von osmanischen Briganten angegriffen. Die genaue Zahl der Todesopfer ist nicht bekannt, aber die International Association of Genocide Scholars schätzt, dass 1,5 Millionen Armenier getötet wurden. Die Regierung der Türkei hat den Völkermord an den Armeniern immer wieder geleugnet und argumentiert, dass die Toten Opfer von Kämpfen zwischen den Volksgruppen, von Hungersnöten oder Krankheiten während des Ersten Weltkriegs waren; diese Behauptungen werden von den meisten Historikern zurückgewiesen.
Auch andere ethnische Gruppen wurden in dieser Zeit vom Osmanischen Reich angegriffen, darunter Assyrer und Griechen, und einige Wissenschaftler betrachten diese Ereignisse als verschiedene Teile der gleichen Ausrottungspolitik.

### Griechenverfolgungen

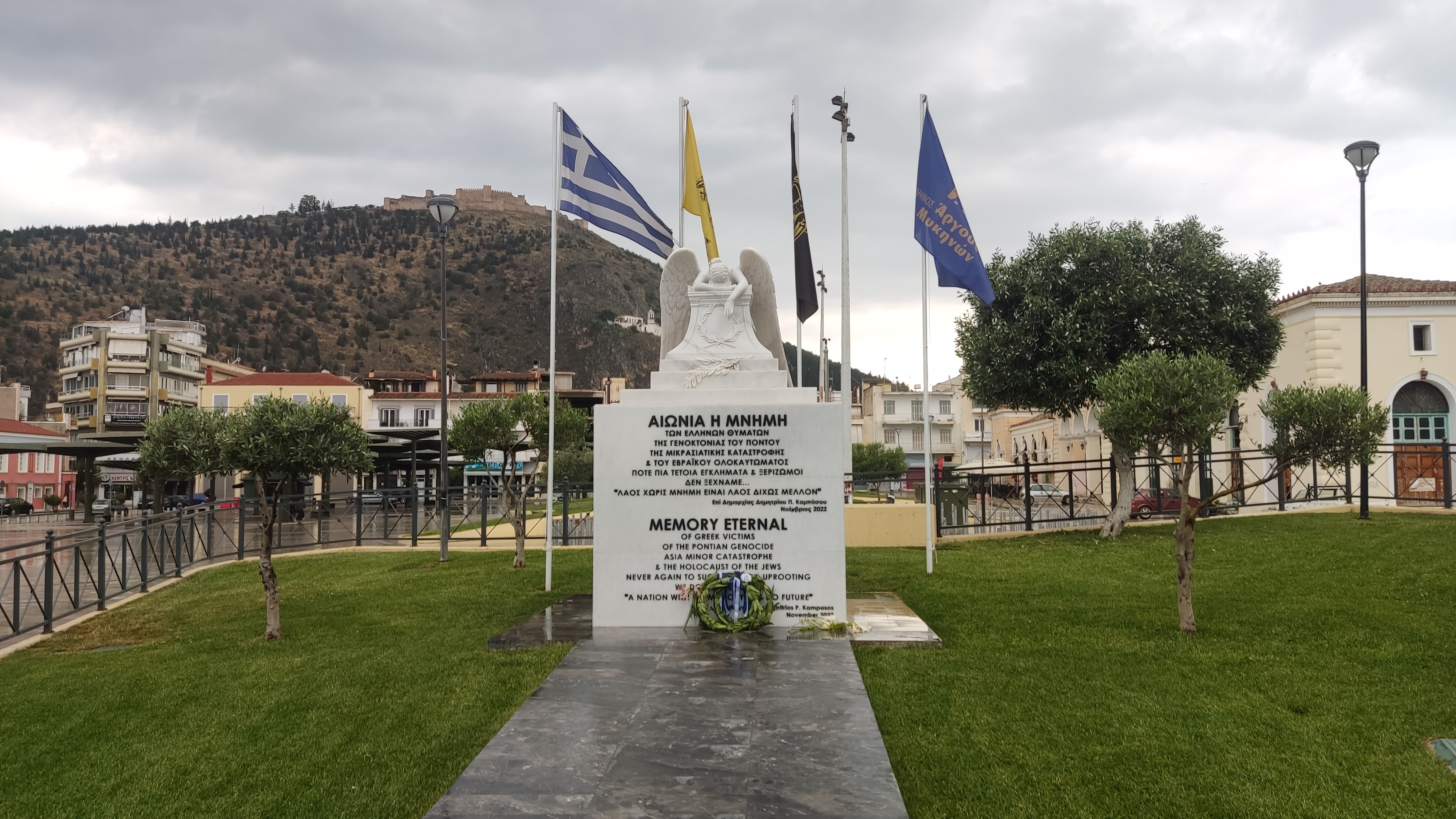
Denkmal in Argos, Griechenland für den Völkermord an den Griechen und den Holocaust.

Der Völkermord an den osmanischen Griechen wurde vom Komitee für Einheit und Fortschritt (KEF) bereits vor dem Ersten Weltkrieg eingeleitet und nach Beginn des Krieges fortgesetzt. Nach Angaben einer damaligen Zeitung zerstörten türkische Truppen im November 1914 christliches Eigentum und töteten mehrere Christen in Trabzon. Das KEF sanktionierte offiziell die erzwungene Migration von Griechen in das Anatolische Hinterland. Im Herbst 1916, als die alliierten Streitkräfte auf Anatolien vorrückten und man erwartete, dass das Königreich Griechenland auf der Seite der Alliierten in den Krieg eintreten würde, wurden Vorbereitungen für die Deportation der in den Grenzgebieten lebenden Griechen getroffen. So wurde im März 1917 die Bevölkerung von Ayvalık, einer Stadt mit ca. 30.000 Einwohnern an der Ägäisküste, auf Befehl des deutschen Generals Liman von Sanders in das Innere Anatoliens zwangsdeportiert. Die Operation umfasste Todesmärsche, Plünderungen, Folterungen und Massaker an der Zivilbevölkerung. Für die Jahre von 1914 und 1922 und für ganz Anatolien gibt es wissenschaftliche Schätzungen über die Zahl der Todesopfer, die zwischen 300.000 und 750.000 liegen.

### Völkermord an den Assyrern und Aramäern
Zeitgleich fand der Sayfo statt, ein Völkermord an der assyrischen Bevölkerung. Mitte 1915 ordnete Innenminister Talaat Pascha eine ethnische Säuberungsaktion gegen die Assyrer von Hakkâri an, und osmanische Truppen gingen dazu über, dort ohne Gewährung von Pardon assyrische Dörfer zu plündern und Kulturgegenstände zu zerstören. Viele Assyrer flohen in den Iran, aber nachdem die Osmanen mit dem Besetzung von Teilen des Irans begannen, ordnete Djevdet Bey Massaker an Christen in der Zivilbevölkerung an, um sie daran zu hindern, für Russland zu kämpfen. Zwischen Februar und Mai (als die osmanischen Truppen abzogen) gab es eine Kampagne von Massenexekutionen, Plünderungen, Entführungen und Erpressungen gegen Christen in Urmia, assyrische Frauen wurden gezielt entführt und vergewaltigt und siebzig Dörfer zerstört. Halil Kut und Djevdet Bey ordneten die Ermordung der armenischen und syrischen Soldaten der osmanischen Armee an, wobei mehrere hundert getötet wurden. Bis 1923 wurden durch den Völkermord schätzungsweise 250.000 bis 275.000 assyrische Christen (etwa die Hälfte der Bevölkerung) getötet.

### Deportation der Kurden
Die Politik der Deportation der osmanischen Kurden aus ihren angestammten Gebieten begann ebenfalls während des Ersten Weltkriegs und ging auf den Befehl von Talaat Pascha zurück. Obwohl viele Kurden dem Osmanischen Reich gegenüber loyal waren (einige unterstützten die Verfolgung der christlichen Minderheiten), fürchteten die türkischen Behörden dennoch die Möglichkeit, dass sie mit Armeniern und Russen kollaborieren würden, um einen eigenen kurdischen Staat zu errichten. Im Winter 1916 wurden etwa 300.000 Kurden aus Bitlis, Erzurum, Palu und Muş nach Konya und Gaziantep deportiert, die meisten starben an Hunger.

### Misshandlung von Kriegsgefangenen

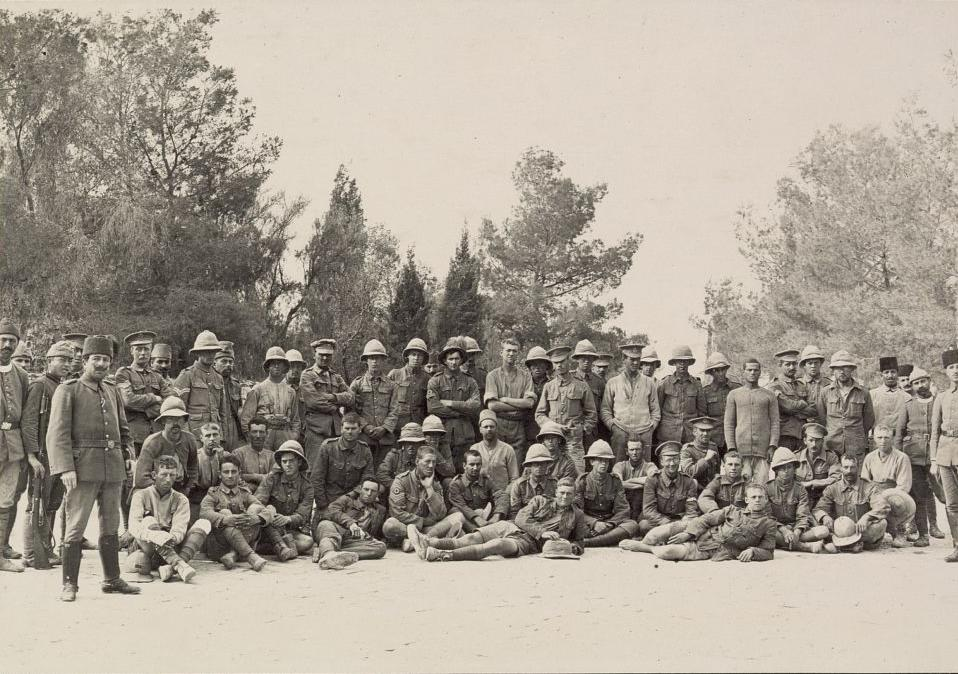
Britische Gefangene, bewacht von osmanischen Truppen nach der Ersten Schlacht von Gaza 1917

Das Osmanische Reich behandelte Kriegsgefangene oft schlecht. Nach der Belagerung von Kut in Mesopotamien im April 1916 gerieten 11.800 Soldaten des Britischen Empire, die meisten von ihnen Inder, in Gefangenschaft; 4.250 davon starben. Obwohl viele von ihnen in schlechtem Zustand gefangen genommen wurden, zwangen osmanische Offiziere sie, 1.100 Kilometer nach Anatolien zu marschieren. Ein Überlebender sagte: „Wir wurden wie Tiere getrieben; aufzugeben bedeutete, zu sterben.“

## Bulgarische Kriegsverbrechen

### Bulgarische Massaker an Serben
Bulgariens Zar Ferdinand erklärte am Vorabend des Krieges: „Der Zweck meines Lebens ist die Zerstörung Serbiens“. Bulgarische Truppen wurden von der Front abkommandiert, um an der Besetzung Serbiens teilzunehmen, Animositäten aus der Vergangenheit führten zu Brutalitäten. Die lokale Bevölkerung wurde vor die Wahl gestellt, entweder Bulgarisierung, Ethnische Säuberung oder Gewalt zu erleiden, groß angelegte Deportationen und die Behandlung der Bewohner der Besatzungszonen kamen völkermordähnlichen Aktionen nahe.

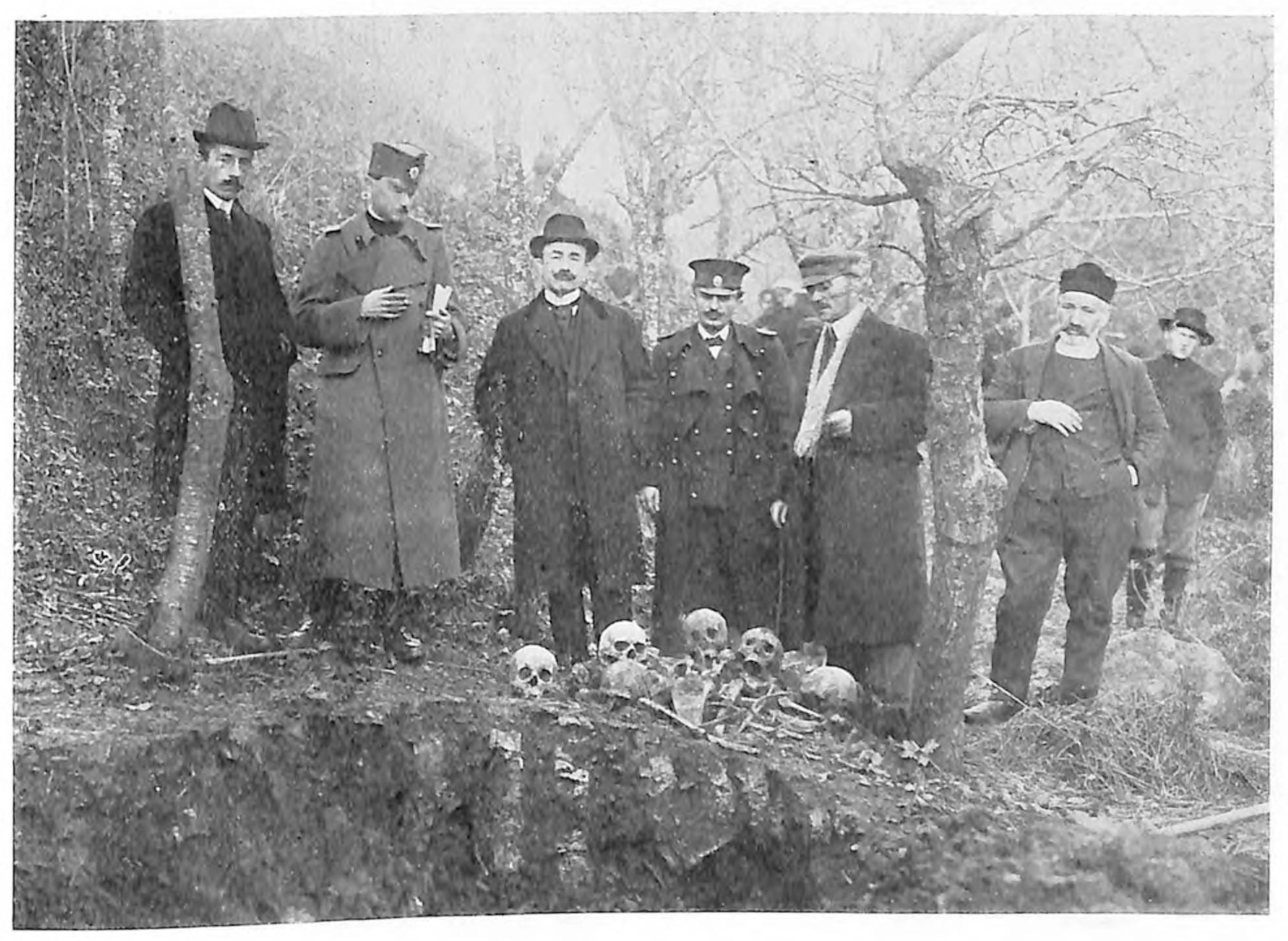
Exhumierung von Serben, die zwischen 1916 und 1918 von bulgarischen Besatzern in Surdulica hingerichtet wurden.

Die Documents relatifs aux violations des Conventions de La Haye et du Droit international, commis de 1915–1918 par les Bulgares en Serbie occupée, ein Bericht über angebliche Gräueltaten in Serbien, der nach dem Krieg veröffentlicht wurde, stellte fest, dass „jeder, der nicht bereit war, sich den Besatzern zu unterwerfen und Bulgare zu werden, gefoltert, vergewaltigt, interniert und auf besonders grausame Art und Weise getötet wurde, von denen einige fotografisch festgehalten wurden“. Bulgarische Einheiten, die serbische Gebiete besetzten, gingen mit äußerster Brutalität vor, vertrieben systematisch die nicht-bulgarische Bevölkerung in den von ihnen besetzten Gebieten, verhafteten die Bevölkerung und setzten die aufständischen Dörfer in Brand.
Neben den zahlreichen Vergewaltigungen förderten die bulgarischen Streitkräfte die Mischehe von serbischen Frauen mit bulgarischen Männern und vertraten die Ansicht, dass die aus solchen Ehen hervorgegangenen Kinder als Bulgaren erzogen werden sollten. Auch serbische Funktionäre aus der Mittelschicht wurden unterdrückt: Lehrer, religiöse Mitarbeiter, Funktionäre und Intellektuelle wurden von den bulgarischen Soldaten hingerichtet, die die strikte Anweisungen befolgten, Zivilisten genauso zu behandeln wie Soldaten. Hinzu kamen regelmäßige Bombardierungen serbischer Gebiete durch die Luftfahrt und die bulgarische Artillerie, die Ende 1916 an der Balkanfront operierten. Gleichzeitig wurde die serbische Kultur verboten; die Bulgaren plünderten systematisch serbische Klöster und die Toponymie der Dörfer wurde ins Bulgarische geändert.

## Kriegsverbrechen des Vereinigten Königreichs und des Commonwealth

### Baralong-Zwischenfall

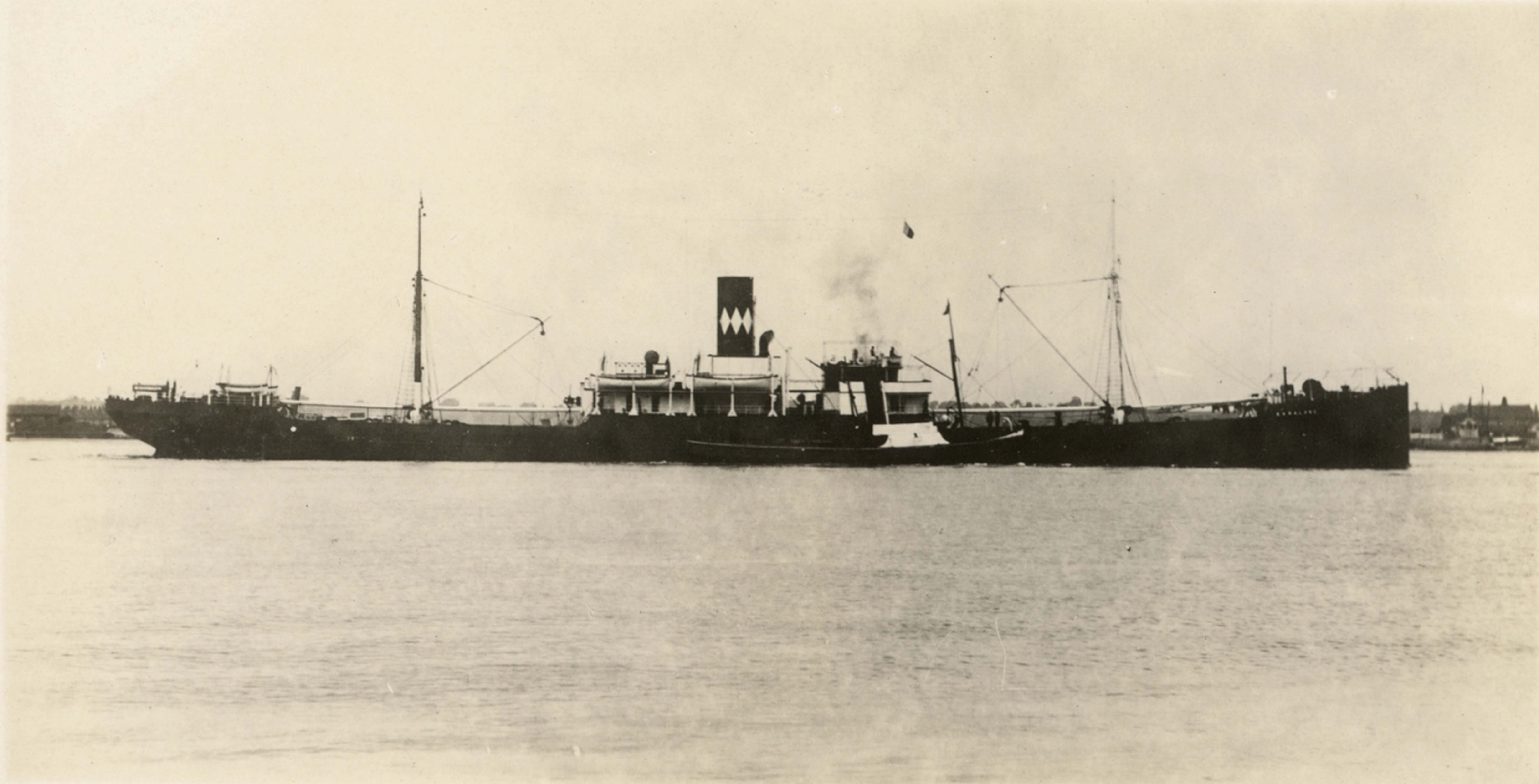
HMS Baralong

Am 19. August 1915 wurde das deutsche U-Boot SM U 27 durch das Britische Q-Schiff bzw. durch die U-Boot-Falle HMS Baralong versenkt. Alle deutschen Überlebenden wurden von der Besatzung der Baralong auf Befehl von Leutnant Godfrey Herbert, dem Kapitän des Schiffes, erschossen. Die Erschießung wurde den Medien von amerikanischen Staatsbürgern gemeldet, die sich an Bord der Nicosia befanden, einem mit Kriegsgütern beladenen britischen Frachter, der nur wenige Minuten vor dem Vorfall von U-27 gestoppt wurde.
Am 24. September zerstörte Baralong U-41, das dabei war, den Frachter Urbino zu versenken. Nach Angaben von Karl Goetz, dem Kommandanten des U-Boots, fuhr die Baralong nach dem Beschuss von U-41 weiter unter amerikanischer Flagge und rammte dann das Rettungsboot mit den deutschen Überlebenden und versenkte es.

### Blockade Deutschlands
Nach dem Krieg behauptete die Deutsche Reichsregierung, dass etwa 763.000 deutsche Zivilisten während des Krieges vor allem aufgrund der britischen Seeblockade in der Nordsee an Hunger und Krankheiten starben. Eine wissenschaftliche Studie aus dem Jahr 1928 bezifferte die Zahl der Todesopfer auf 424.000. Deutschland protestierte dagegen, dass die Alliierten den Hunger als Kriegswaffe eingesetzt hatten. Sally Marks argumentierte, dass die deutschen Berichte über eine Hungerblockade ein „Mythos“ seien, da Deutschland nicht mit dem Hungerniveau von Belgien und den von ihm besetzten Regionen Polens und Nordfrankreichs Frankreich konfrontiert war. Nach Ansicht des Britischen Richters und Rechtsphilosophen Patrick Devlin waren „die von der Admiralität am 26. August [1914] erteilten Kriegsbefehle klar genug. Alle Lebensmittel, die über neutrale Häfen nach Deutschland geliefert wurden, sollten beschlagnahmt werden, und bei allen Lebensmitteln, die nach Rotterdam geliefert wurden, sollte davon ausgegangen werden, dass sie an Deutschland geliefert wurden.“ Devlin zufolge war dies ein schwerwiegender Verstoß gegen das Völkerrecht, der der deutschen Minenlegung gleichkam. Im Winter 1916/17 kam es zu einer Zuspitzung der Lebensmitteprobleme im sogenannten Steckrübenwinter.

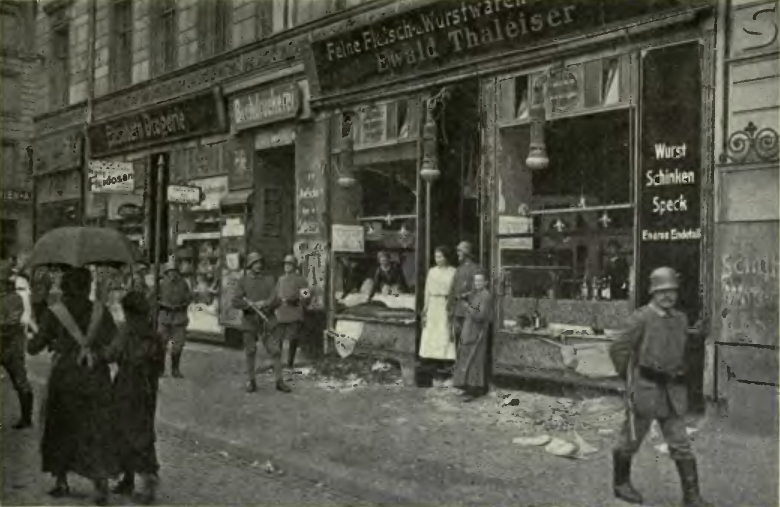
Geplünderte Geschäfte bei den Lebensmittelunruhen in Berlin, 1918

Die Blockade wurde nach dem Waffenstillstand im November 1918 acht Monate lang bis in das folgende Jahr 1919 aufrechterhalten. Die Einfuhr von Lebensmitteln nach Deutschland wurde weiterhin von den Alliierten kontrolliert, bis die deutschen Behörden im Juni 1919 den Versailler Vertrag unterzeichneten. Im März 1919 teilte Winston Churchill dem Unterhaus des Vereinigten Königreichs mit, dass die anhaltende Blockade ein Erfolg sei und „Deutschland dem Hungertod sehr nahe ist“. Von Januar 1919 bis März 1919 weigerte sich Deutschland, der Forderung der Alliierten nachzukommen, seine Handelsschiffe in alliierte Häfen zu überführen, um Lebensmittel zu transportieren. Einige Deutsche betrachteten den Waffenstillstand als eine vorübergehende Einstellung des Krieges und wussten, dass ihre Schiffe beschlagnahmt würden, wenn die Kämpfe wieder ausbrachen. Im Laufe des Winters 1919 wurde die Lage immer verzweifelter, und Deutschland erklärte sich schließlich im März bereit, seine Flotte abzugeben. Die Alliierten erlaubten daraufhin die Einfuhr von 270.000 Tonnen Lebensmitteln.
Sowohl deutsche als auch nicht-deutsche Beobachter haben argumentiert, dass dies die verheerendsten Monate der Blockade für die deutsche Zivilbevölkerung waren, Allerdings herrscht weiterhin Uneinigkeit über das Ausmaß und die wirkliche Schuldfrage. Nach Angaben von Max Rubner starben 100.000 deutsche Zivilisten durch die anhaltende Blockade nach dem Waffenstillstand. Im Vereinigten Königreich gab das Mitglied der Labour Party und Kriegsgegner Robert Smillie im Juni 1919 eine Erklärung ab, in der er die Aufrechterhaltung der Blockade verurteilte und behauptete ebenfalls, dass dadurch 100.000 deutsche Zivilisten gestorben seien.

### Verweigerte Hilfeleistung für harvarierte Zeppelinbesatzung
Das Militärluftschiff LZ 54 ging Anfang 1916 nach Beschuss 110 Seemeilen östlich von Flamborough Head zu Wasser. Der „wahrscheinlich im Dienste der Admiralität“ stehende Fischdampfer King Stephen traf auf das sinkende Luftschiff. Der Kapitän weigerte sich, die Schiffbrüchigen zu retten. Die 16 deutschen Luftschiffer ertranken.

### Internierung der ukrainischen Kanadier
Die Internierung ukrainischer Kanadier war Teil der Inhaftierung „feindlicher Ausländer“ in Kanada während und zwei Jahre nach Ende des Ersten Weltkriegs. Sie dauerte von 1914 bis 1920 und wurde durch den War Measures Act geregelt.
Kanada befand sich im Krieg mit Österreich-Ungarn. Zusammen mit den österreichisch-ungarischen Kriegsgefangenen wurden etwa 8.000 ukrainische Männer, Frauen und Kinder – sowohl Ukrainer mit österreichisch-ungarischer Staatsbürgerschaft als auch eingebürgerte britische Staatsbürger ukrainischer Abstammung – in 24 Internierungslagern und den dazugehörigen Arbeitsstätten (damals auch als Konzentrationslager bezeichnet) festgehalten. Ihre Ersparnisse wurden konfisziert, und vielen wurde während der Gefangenschaft Land weggenommen, da das Land „aufgegeben“ war. Einige wurden 1916–17 aus den Lagern „entlassen“, viele wurden als unbezahlte Arbeitskräfte auf Farmen, in Bergwerken und bei der Eisenbahn eingesetzt, wo es an Arbeitskräften mangelte. Ein Großteil der von 1916 bis 1917 bestehenden kanadischen Infrastruktur wurde durch diese unbezahlte Arbeit errichtet.
Weitere 80.000 wurden nicht inhaftiert, sondern als „feindliche Ausländer“ registriert und verpflichtet, sich regelmäßig bei der Polizei zu melden und stets Ausweispapiere mit sich zu führen, um nicht bestraft zu werden.

### Massaker von Surafend
Das Massaker von Surafend (arabisch: مجزرة صرفند) war ein vorsätzliches Massaker, das am 10. Dezember 1918 von australischen, neuseeländischen und schottischen Besatzungssoldaten an den Bewohnern des Dorfes Surafand al-Amar (dem heutigen Tzrifin, 15 km südöstlich von Tel Aviv) und eines Beduinenlagers im osmanischen Palästina verübt wurde. Am Ende der Sinai- und Palästina-Kampagne des Ersten Weltkriegs waren die alliierten Besatzungstruppen in der Region, insbesondere die australischen und neuseeländischen Truppen, allmählich frustriert darüber, dass sie  kleinen Diebstählen und gelegentlichen Morden seitens einheimischer Araber ausgesetzt waren.
In der Nacht des 9. Dezember 1918 wurde ein neuseeländischer Soldat von einem arabischen Dieb getötet, der seinen Seesack gestohlen hatte. Daraufhin umstellten Truppen der ANZAC Mounted Division sowie eine kleine Anzahl schottischer Soldaten Surafand al-Amar und forderten die Dorfvorsteher auf, den Dieb auszuliefern. Als diese leugneten, von dem Mord gewusst zu haben, beschlossen die Soldaten, das Dorf anzugreifen und 137 (nach anderen Angaben: 40) männliche Dorfbewohner zu töten. Das Massaker führte zu einem tiefen Zerwürfnis zwischen der Division und ihrem Oberbefehlshaber Sir Edmund Allenby.

## Russische Kriegsverbrechen

### Pogrome
Während des Krieges starteten die russischen Behörden Pogrome gegen die deutsche Bevölkerung in russischen Städten, massakrierten Juden in ihren Städten und Dörfern und deportierten 500.000 Juden und 250.000 Deutsche in das russische Hinterland. Am 11. Juni 1915 kam es in Petrograd zu einem Pogrom gegen die Deutschen, bei dem über 500 Fabriken, Geschäfte und Büros geplündert wurden. Nach dem Großen Rückzug der Russischen Armee befahl der Chef des Generalstabs Nikolai Janukowitsch, mit voller Unterstützung von Großfürst Nikolaus, die Grenzgebiete zu verwüsten und die „feindlichen“ Völker im Inneren zu vertreiben. Pogrome begleiteten auch die Russische Revolution von 1917 und den darauf folgenden Russischen Bürgerkrieg. 50.000-250.000 zivile Juden wurden im gesamten ehemaligen Russischen Reich (vor allem innerhalb des Siedlungsgebietes in der heutigen Ukraine) ermordet. Während des Russischen Bürgerkriegs gab es schätzungsweise 7-12 Millionen Tote, zumeist Zivilisten.

### Deportationen aus Ostpreußen
In den Jahren 1914–1915 führte das Russische Kaiserreich Deportationen der einheimischen Bevölkerung aus den russisch besetzten Gebieten Ostpreußens in entlegenere Gebiete des Reiches, insbesondere Sibirien. Die offizielle Begründung lautete, Spionage und anderen Widerstand hinter der russischen Front zu verringern. Bis zu 13.600 Menschen, darunter auch Kinder und ältere Menschen, wurden deportiert. Aufgrund der schwierigen Lebensbedingungen war die Sterblichkeitsrate hoch, und nur 8.300 Menschen kehrten nach dem Krieg nach Hause zurück.

### Zentralasiatischer Aufstand von 1916
Der zentralasiatische Aufstand von 1916, auch bekannt als Semirechye-Aufstand oder in Kirgisistan als Urkun („Exodus“), war ein antirussischer Aufstand der einheimischen Bevölkerung von Russisch-Turkestan, der durch die Einberufung von Muslimen zum russischen Militär für den Dienst an der Ostfront im Ersten Weltkrieg ausgelöst wurde. Die allgemeine Mobilmachung von 1916 war nach den kathrinischen Reformen im 18. Jahrhundert der erste Bruch mit dem Toleranzedikt und der damit einhergehenden Nichteinmischungspolitik russischer Kolonialbeamter in lokale Belange im mittelasiatischen Turkestan. Die sogenannten Basmatschi widersetzten sich 1916 der allgemeinen Mobilmachung und kämpften bis Mitte der 1920er Jahre gegen die Bolschewiki. Die zaristischen Truppen gingen mit äußerster Gewalt gegen den Widerstand vor und erstickten den Aufstand im Keim. Viele Turkmenen, Usbeken und Kirgisen flohen deswegen über die persische, afghanische oder chinesische Grenze. Die Niederschlagung des Aufstands durch die Kaiserlich Russische Armee forderte direkt und indirekt etwa 100.000 bis 500.000 Todesopfer (vor allem Kirgisen und Kasachen, aber auch Tadschiken, Turkmenen und Usbeken). Der Tod der Zentralasiaten war die Folge von Gewalt durch die russische Armee, von Krankheiten und von Hungersnöten. Erst nach dem Ausbruch der Oktoberrevolution konnte der russische Staat die Ordnung in Teilen des Reiches wiederherstellen, dennoch destabilisierte der anschließende Basmatschi-Aufstand (1916–1923) die zentralasiatische Region weiter. Die Zensur der Geschichte rund um den zentralasiatischen Aufstand von 1916 und den Basmatschi-Aufstand hat dazu geführt, dass sowohl zentralasiatische als auch internationale Forscher das Thema erst in den 2010er Jahren aufgriffen. Der Aufstand gilt als ein bahnbrechendes Ereignis in der modernen Geschichte mehrerer zentralasiatischer Völker. In der kirgisischen Geschichtsschreibung wird dem Ereignis besondere Bedeutung beigemessen, da möglicherweise bis zu 40 % der ethnisch kirgisischen Bevölkerung während oder in der Folge des Aufstands starben. Alexander Kerenski und einige russische Historiker waren die ersten, die die internationale Aufmerksamkeit auf diese Ereignisse lenkten.

## Japanische Kriegsverbrechen
Während des Angriffs auf den deutschen Hafen in Tsingtao und der Belagerung von Tsingtau töteten Japanische Streitkräfte 98 Chinesen in der Zivilbevölkerung und verwundeten 30; außerdem kam es zu unzähligen Vergewaltigungen chinesischer Frauen durch japanische Soldaten.

## Kriegsverbrechen der Alliierten und der Mittelmächte

### Einsatz von Chemiewaffen

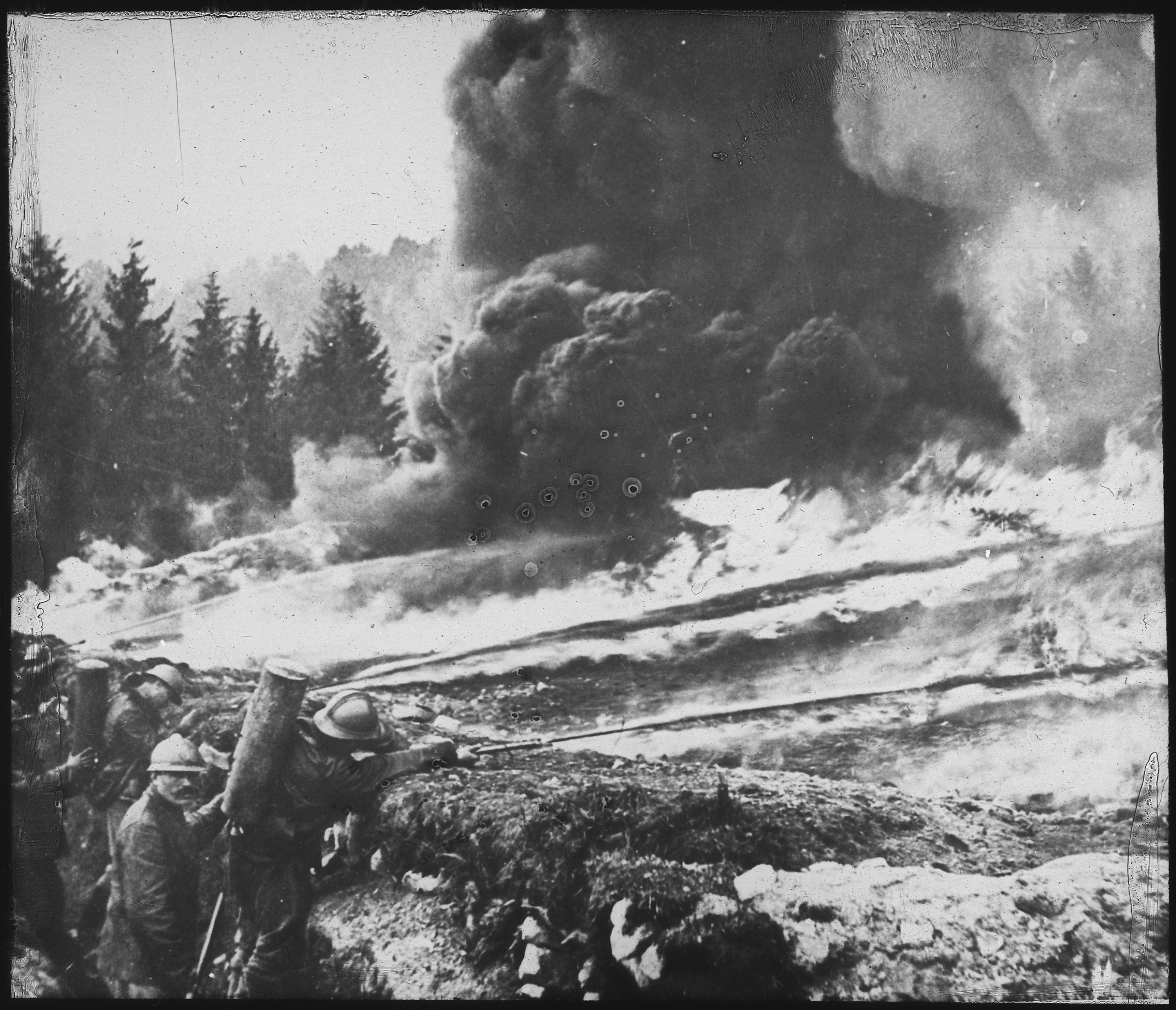
Französische Soldaten bei einem Gas- und Flammenangriff auf deutsche Schützengräben in Flandern

In der Zweiten Flandernschlacht (22. April – 25. Mai 1915) setzte die deutsche Armee erstmals erfolgreich chemische Waffen ein, nachdem deutsche Wissenschaftler unter der Leitung von Fritz Haber an der Kaiser-Wilhelm-Institut eine Methode zur Bewaffnung mit Chlor entwickelt hatten. Der Einsatz chemischer Waffen wurde von der Deutsches Oberkommando gebilligt, um die alliierten Soldaten aus ihren verschanzten Stellungen zu zwingen. Sie sollten die tödlicheren konventionellen Waffen nicht ersetzen, sondern ergänzen. Während des Krieges gab es schätzungsweise 186.000 britische Chemiewaffenopfer (80 % davon waren das Ergebnis der Exposition mit Senfgas, das von den Deutschen im Juli 1917 auf dem Schlachtfeld eingeführt wurde, die Haut bei jedem Kontakt verbrennt und die Lunge stärker schädigt als Chlor oder Phosgen), und bis zu einem Drittel der amerikanischen Verluste wurden durch sie verursacht. Die russische Armee musste im Ersten Weltkrieg etwa 500.000 Opfer durch chemische Waffen beklagen. Die Benutzung von Giftgas gilt als Verstoß gegen die Haager Landkriegsordnung.
Die Wirkung von Giftgas war nicht auf Kombattanten beschränkt. Zivilisten waren durch die Gase gefährdet, da Winde die Giftgase durch die Städte wehten, sie erhielten selten Warnungen. Zusätzlich zu fehlenden Warnsystemen hatten Zivilisten oft keinen Zugang zu wirksamen Gasmasken. Schätzungsweise 100.000 bis 260.000 zivile Opfer wurden während des Konflikts durch chemische Waffen verursacht und Zehntausende weitere (zusammen mit Militärangehörigen) starben in den Jahren nach Ende des Konflikts an Lungennarben, Hautschäden und Hirnschäden. Viele Kommandeure auf beiden Seiten wussten, dass solche Waffen der Zivilbevölkerung großen Schaden zufügen würden, setzten sie dennoch weiterhin ein.
Der Krieg beschädigte das Ansehen der Chemie in den europäischen Gesellschaften, insbesondere in der deutschen.

### Massaker an Albanern
Während der Balkankriege wurden Albaner von Mitgliedern der Balkanliga massakriert, hauptsächlich von serbischen und montenegrinischen Streitkräften. Diese Massaker wurden während des Ersten Weltkriegs fortgesetzt, als ausländische Armeen in Albanien einmarschierten. Die bulgarische, serbische, montenegrinische und griechische Armeen begingen Gräueltaten in Albanien und in anderen von Albanern bewohnten Regionen. Viele Dörfer wurden niedergebrannt und zerstört, so dass bis 1915 etwa 330.000 Menschen obdachlos waren. Nach Angaben des Komitees für die nationale Verteidigung des Kosovo wurden 50.000 Albaner von den mit den Mittelmächten verbündeten bulgarischen Streitkräften getötet, rund 200.000 Albaner wurden von den mit den Alliierten verbündeten serbischen und montenegrinischen Streitkräften getötet.

## Weiterentwicklung des Völkerrechts nach dem Ersten Weltkrieg
Im 19. Jahrhundert verlor auch die Oblivionsklausel im europäischen Völkerrecht stark an Bedeutung. Das Ende der Klausel leiteten die Pariser Vorortverträge (1919 und 1920) ein. Nach dem neuen völkerrechtlichen Verständnis konnten Staaten sowohl für Verstöße gegen die Gesetze und Gebräuche des Krieges  als auch für die Schuld am Kriegsausbruch vor nationalen Militärgerichten verantwortlich gemacht werden. Das führte in den 1920er Jahren zu den Leipziger Prozessen vor dem Reichsgericht.
Das Genfer Protokoll, das am 17. Juni 1925 von 132 Nationen unterzeichnet wurde, war ein Vertrag zum Verbot des Einsatzes chemischer und biologischer Waffen während des Krieges. Sie wurde zum Teil durch einen Appell von 1918 gefördert, in dem das Internationale Komitee vom Roten Kreuz (IKRK) den Einsatz von Giftgas gegen Soldaten als eine barbarische Erfindung bezeichnete. Das Protokoll verlangte die Vernichtung aller verbleibenden Chemiewaffenbestände. Chemische Kampfstoffe, die Brom, Nitroaromaten und Chlor enthielten, sollen zerlegt und zerstört werden. Bei der Zerstörung und Entsorgung der Chemikalien wurden die langfristigen und schädlichen Auswirkungen auf die Umwelt nicht berücksichtigt. Das Genfer Protokoll verbot den Einsatz chemischer Waffen während des Krieges, nicht aber die Herstellung chemischer Waffen.
Tatsächlich wird seit dem Genfer Protokoll die Lagerung chemischer Waffen fortgesetzt und die Waffen sind tödlicher geworden. Infolgedessen wurde 1993 das Chemiewaffenübereinkommen (CWÜ) ausgearbeitet, das die Entwicklung, Produktion, Lagerung und den Einsatz chemischer Waffen verbietet. Obwohl es ein internationales Verbot chemischer Kriegsführung gibt, erlaubt das CWÜ „inländischen Strafverfolgungsbehörden der Unterzeichnerstaaten, chemische Waffen gegen ihre Bürger einzusetzen“.
Die Kriegsverbrecherprozesse nach dem Zweiten Weltkrieg und die Einrichtung der Ad-hoc-Strafgerichtshöfe der Vereinten Nationen in den 1990er Jahren führten 1998 bis 2002 zur Gründung des ständigen Internationalen Strafgerichtshofs mit Sitz in Den Haag (Niederlande).